# Campeonato de Italia de waterpolo masculino
El Campeonato de Italia de waterpolo masculino es un conjunto de torneos de waterpolo en Italia. Es gestionado y organizado por la Federazione Italiana Nuoto (Federación Italiana Natación).

## Divisiones
La liga nacional completa está formada por 5 divisiones.

### Serie A1
La Serie A1 es la máxima categoría del campeonato italiano. En el torneo compiten 14 equipos reunidos en un único grupo. Al término de la primera fase de la competición, llamada regular season, los primeros 8 clasificados participan en la fase de los play-off, formada por los cuartos de final, semifinales y final. El último y el penúltimo bajan directamente a la Serie A2.

### Serie A2
La Serie A2 es la segunda categoría. En el torneo compiten 24 equipos divididos en dos grupos de 12 (Grupo Norte y Grupo Sur). Al término de la primera fase de la competición, los primeros 4 clasificados de cada grupo participan en la fase de los play-off, formada por los cuartos de final, semifinales y final. El décimo y el onceno de cada grupo juegan los play-out, mientras que el último baja directamente a la Serie B.

### Serie B
La Serie B es la tercera categoría. En el torneo compiten 40 equipos divididos en cuatro grupos de 10. Al término de la primera fase de la competición, los primeros 2 clasificados de cada grupo participan en la fase de los play-off. El octavo y el noveno de cada grupo juegan los play-out, mientras que el último baja directamente a la Serie C.

### Serie C
La Serie C es la cuarta categoría. En el torneo compiten 82 equipos divididos en grupos regionales de al menos 4 equipos; si no se alcanza el número mínimo, la sección de waterpolo de la Federazione Italiana Nuoto y los Comités Regionales conciertan la organización de grupos interregionales. Al término de la temporada, 8 equipos ascienden a la Serie B y 16 bajan a la Promozione.

### Promozione
La Promozione es la quinta categoría. En el torneo compite un número variable de equipos, ya que la participación se permite a todas las entidades de waterpolo. Los equipos se dividen en grupos regionales compuestos por al menos 4 equipos; si no se alcanza el número mínimo, la sección de waterpolo de la Federazione Italiana Nuoto y los Comités Regionales conciertan la organización de grupos interregionales. Al término de la temporada, 16 equipos ascienden a la Serie C.

### Estructura de las divisiones
| Nivel | División                                                                       | División                                                                       | División                                                                       | División                                                                       | División                                                                       | División                                                                       | División                                                                       | División                                                                       | División                                                                       | División                                                                       | División                                                                       | División                                                                       |
| ----- | ------------------------------------------------------------------------------ | ------------------------------------------------------------------------------ | ------------------------------------------------------------------------------ | ------------------------------------------------------------------------------ | ------------------------------------------------------------------------------ | ------------------------------------------------------------------------------ | ------------------------------------------------------------------------------ | ------------------------------------------------------------------------------ | ------------------------------------------------------------------------------ | ------------------------------------------------------------------------------ | ------------------------------------------------------------------------------ | ------------------------------------------------------------------------------ |
| 1     | Serie A1 14 equipos                                                            | Serie A1 14 equipos                                                            | Serie A1 14 equipos                                                            | Serie A1 14 equipos                                                            | Serie A1 14 equipos                                                            | Serie A1 14 equipos                                                            | Serie A1 14 equipos                                                            | Serie A1 14 equipos                                                            | Serie A1 14 equipos                                                            | Serie A1 14 equipos                                                            | Serie A1 14 equipos                                                            | Serie A1 14 equipos                                                            |
| 2     | Serie A2 Grupo Norte 12 equipos                                                | Serie A2 Grupo Norte 12 equipos                                                | Serie A2 Grupo Norte 12 equipos                                                | Serie A2 Grupo Norte 12 equipos                                                | Serie A2 Grupo Norte 12 equipos                                                | Serie A2 Grupo Norte 12 equipos                                                | Serie A2 Grupo Sur 12 equipos                                                  | Serie A2 Grupo Sur 12 equipos                                                  | Serie A2 Grupo Sur 12 equipos                                                  | Serie A2 Grupo Sur 12 equipos                                                  | Serie A2 Grupo Sur 12 equipos                                                  | Serie A2 Grupo Sur 12 equipos                                                  |
| 3     | Serie B Grupo A 10 equipos                                                     | Serie B Grupo A 10 equipos                                                     | Serie B Grupo A 10 equipos                                                     | Serie B Grupo B 10 equipos                                                     | Serie B Grupo B 10 equipos                                                     | Serie B Grupo B 10 equipos                                                     | Serie B Grupo C 10 equipos                                                     | Serie B Grupo C 10 equipos                                                     | Serie B Grupo C 10 equipos                                                     | Serie B Grupo D 10 equipos                                                     | Serie B Grupo D 10 equipos                                                     | Serie B Grupo D 10 equipos                                                     |
| 4     | Serie C 82 equipos (en grupos regionales o interregionales)                    | Serie C 82 equipos (en grupos regionales o interregionales)                    | Serie C 82 equipos (en grupos regionales o interregionales)                    | Serie C 82 equipos (en grupos regionales o interregionales)                    | Serie C 82 equipos (en grupos regionales o interregionales)                    | Serie C 82 equipos (en grupos regionales o interregionales)                    | Serie C 82 equipos (en grupos regionales o interregionales)                    | Serie C 82 equipos (en grupos regionales o interregionales)                    | Serie C 82 equipos (en grupos regionales o interregionales)                    | Serie C 82 equipos (en grupos regionales o interregionales)                    | Serie C 82 equipos (en grupos regionales o interregionales)                    | Serie C 82 equipos (en grupos regionales o interregionales)                    |
| 5     | Promozione Número variable de equipos (en grupos regionales o interregionales) | Promozione Número variable de equipos (en grupos regionales o interregionales) | Promozione Número variable de equipos (en grupos regionales o interregionales) | Promozione Número variable de equipos (en grupos regionales o interregionales) | Promozione Número variable de equipos (en grupos regionales o interregionales) | Promozione Número variable de equipos (en grupos regionales o interregionales) | Promozione Número variable de equipos (en grupos regionales o interregionales) | Promozione Número variable de equipos (en grupos regionales o interregionales) | Promozione Número variable de equipos (en grupos regionales o interregionales) | Promozione Número variable de equipos (en grupos regionales o interregionales) | Promozione Número variable de equipos (en grupos regionales o interregionales) | Promozione Número variable de equipos (en grupos regionales o interregionales) |

## Equipos participantes en la Serie A1 202/23
| Club             | Ciudad         | Instalación deportiva                   |
| ---------------- | -------------- | --------------------------------------- |
| A.N. Brescia     | Brescia        | Centro Natatorio Mompiano               |
| Anzio Waterpolis | Anzio          | Stadio del nuoto di Anzio               |
| Bogliasco        | Bogliasco      | Stadio del nuoto Gianni Vassallo        |
| Catania          | Catania        | Piscina Francesco Scuderi               |
| De Akker Bologna | Bolonia        | Bologna De Akker                        |
| Ortigia          | Siracusa       | Piscina Comunale Paolo Caldarella       |
| Posillipo        | Nápoles        | Piscina Felice Scandone                 |
| Pro Recco        | Recco (Génova) | Piscina Comunale (Sori)                 |
| Quinto           | Génova         | Stadio del Nuoto di Albaro              |
| Roma             | Roma           | Stadio Olimpico del Nuoto               |
| Salerno          | Salerno        | Piscina Simone Vitale                   |
| Savona           | Savona         | Piscina Carlo Zanelli                   |
| Telimar Palermo  | Palermo        | Piscina olimpionica comunale di Palermo |
| Trieste          | Trieste        | Polo Natatorio Bruno Bianchi            |

## Historial
| - 2021-22: Pro Recco - 2020-21: A.N. Brescia - 2019-20: suspendido por la pandemia de COVID-19 - 2018-19: Pro Recco - 2017-18: Pro Recco - 2016-17: Pro Recco - 2015-16: Pro Recco - 2014-15: Pro Recco - 2013-14: Pro Recco - 2012-13: Pro Recco - 2011-12: Pro Recco - 2010-11: Pro Recco - 2009-10: Pro Recco - 2008-09: Pro Recco - 2007-08: Pro Recco - 2006-07: Pro Recco - 2005-06: Pro Recco - 2004-05: Rari Nantes Savona - 2003-04: Circolo Nautico Posillipo - 2002-03: Leonessa Nuoto Pallanuoto - 2001-02: Pro Recco - 2000-01: Circolo Nautico Posillipo - 1999-00: Circolo Nautico Posillipo - 1998-99: A.S. Roma Pallanuoto | - 1997-98: Pallanuoto Pescara - 1996-97: Pallanuoto Pescara - 1995-96: Circolo Nautico Posillipo - 1994-95: Circolo Nautico Posillipo - 1993-94: Circolo Nautico Posillipo - 1992-93: Circolo Nautico Posillipo - 1991-92: Rari Nantes Savona - 1990-91: Rari Nantes Savona - 1989-90: Circolo Canottieri Napoli - 1988-89: Circolo Nautico Posillipo - 1987-88: Circolo Nautico Posillipo - 1986-87: Pallanuoto Pescara - 1985-86: Circolo Nautico Posillipo - 1984-85: Circolo Nautico Posillipo - 1983-84: Pro Recco - 1982-83: Pro Recco - 1981-82: Pro Recco - 1980-81: Rari Nantes Bogliasco - 1979-80: Rari Nantes Florentia - 1978-79: Circolo Canottieri Napoli - 1977-78: Pro Recco - 1976-77: Circolo Canottieri Napoli - 1975-76: Rari Nantes Florentia - 1974-75: Circolo Canottieri Napoli - 1973-74: Pro Recco - 1972-73: Circolo Canottieri Napoli - 1971-72: Pro Recco - 1970-71: Pro Recco - 1969-70: Pro Recco - 1968-69: Pro Recco - 1967-68: Pro Recco - 1966-67: Pro Recco - 1965-66: Pro Recco - 1964-65: Pro Recco - 1962-63: Circolo Canottieri Napoli - 1963-64: Pro Recco - 1962: Pro Recco - 1961: Pro Recco - 1960: Pro Recco - 1959: Pro Recco - 1958: Circolo Canottieri Napoli | - 1957: Rari Nantes Camogli - 1956: S.S. Lazio Nuoto - 1955: Rari Nantes Camogli - 1954: A.S. Roma Pallanuoto - 1953: Rari Nantes Camogli - 1952: Rari Nantes Camogli - 1951: Circolo Canottieri Napoli - 1950: Rari Nantes Napoli - 1949: Rari Nantes Napoli - 1948: Rari Nantes Florentia - 1947: Canottieri Olona Milano - 1946: Rari Nantes Camogli - 1943-45: No se disputó - 1942: Rari Nantes Napoli - 1941: Rari Nantes Napoli - 1940: Rari Nantes Florentia - 1939: Rari Nantes Napoli - 1938: Rari Nantes Florentia - 1937: Rari Nantes Florentia - 1936: Rari Nantes Florentia - 1935: Rari Nantes Camogli - 1934: Rari Nantes Florentia - 1933: Rari Nantes Florentia - 1932: Rari Nantes Milano - 1931: Andrea Doria Genova - 1930: Andrea Doria Genova - 1929: U.S. Triestina Nuoto - 1928: Andrea Doria Genova - 1927: Andrea Doria Genova - 1926: Andrea Doria Genova - 1925: Andrea Doria Genova - 1924: No se disputó - 1923: Sportiva Sturla - 1922: Andrea Doria Genova - 1921: Andrea Doria Genova - 1920: Rari Nantes Milano - 1919: Genoa C.F.C. Waterpolo - 1915-18: No se disputó - 1914: Genoa C.F.C. Waterpolo - 1913: Genoa C.F.C. Waterpolo - 1912: Genoa C.F.C. Waterpolo |

### Títulos por club
| Club                      | Títulos |
| ------------------------- | ------- |
| Pro Recco                 | 34      |
| Circolo Nautico Posillipo | 11      |
| Rari Nantes Florentia     | 9       |
| Circolo Canottieri Napoli | 8       |
| Andrea Doria Genova       | 8       |
| Rari Nantes Camogli       | 6       |
| Rari Nantes Napoli        | 5       |
| Genoa C.F.C. Waterpolo    | 4       |
| Pallanuoto Pescara        | 3       |
| Rari Nantes Savona        | 3       |
| Rari Nantes Milano        | 2       |
| A.S. Roma Pallanuoto      | 2       |
| A.N. Brescia              | 2       |
| S.S. Lazio Nuoto          | 1       |
| Rari Nantes Bogliasco     | 1       |
| Sportiva Sturla           | 1       |
| Canottieri Olona Milano   | 1       |
| U.S. Triestina Nuoto      | 1       |

### Títulos por ciudad
| Ciudad    | Títulos | Equipos campeones                                                                     |
| --------- | ------- | ------------------------------------------------------------------------------------- |
| Recco     | 34      | Pro Recco (32)                                                                        |
| Nápoles   | 24      | Circolo Nautico Posillipo (11), Circolo Canottieri Napoli (8), Rari Nantes Napoli (5) |
| Génova    | 13      | Andrea Doria Genova (8), Genoa C.F.C. Waterpolo (4), Sportiva Sturla (1)              |
| Florencia | 9       | Rari Nantes Florentia (9)                                                             |
| Camogli   | 6       | Rari Nantes Camogli (6)                                                               |
| Milán     | 3       | Rari Nantes Milano (2), Canottieri Olona Milano (1)                                   |
| Pescara   | 3       | Pallanuoto Pescara (3)                                                                |
| Roma      | 3       | A.S. Roma Pallanuoto (2), S.S. Lazio Nuoto (1)                                        |
| Savona    | 3       | Rari Nantes Savona                                                                    |
| Brescia   | 2       | A.N. Brescia (2)                                                                      |
| Trieste   | 1       | U.S. Triestina Nuoto (1)                                                              |
| Bogliasco | 1       | Rari Nantes Bogliasco (1)                                                             |